# Пак Кван Рён
Пак Кван Рён (кор. 박광룡; 27 сентября 1992, Пхеньян, КНДР) — северокорейский футболист, нападающий клуба «Санкт-Пёльтен» и сборной КНДР.

## Карьера

### Клубная
Первым клубом в карьере Пак Кван Рёна был «Волмидо». В 2011 году кореец оказался в швейцарском «Виле». Спустя полгода, не сыграв ни одного матча в Челлендж-лиге, Пак перешёл в клуб высшего швейцарского дивизиона «Базель». Футболист стал вторым корейцем, перешедшим в стан «красно-синих» летом 2011 года: чуть ранее игроком «Базеля» стал защитник южнокорейской молодёжки Пак Чу Хо.
Форвард дебютировал в составе «Базеля» 16 июля 2011 года в матче чемпионата Швейцарии против «Янг Бойз», отыграв 4 минуты в концовке встречи.
По ходу сезона футболист чередовал игры за основной состав «Базеля» (в основном выходя на замену) с матчами за дубль в четвёртом дивизионе. Пак принял участие в трёх матчах Лиги чемпионов 2011/12, отыграв в общей сложности 9 минут.
1 матч нападающий провёл в кубке Швейцарии, дважды поразив ворота соперников из пятого дивизиона.
В матче Суперлиги Паку удалось отличиться лишь раз (в 13-ти матчах). За три минуты до конца встречи с «Лозанной» форвард поразил ворота Фабио Кольторти.
Трансфер Пак Кван Рёна принадлежал «Базелю» до лета 2015 года, однако после первого сезона кореец за команду практически не выступал, играя на правах аренды в Челлендж-лиге за «Беллинцону» и «Вадуц». В составе «Вадуца» в сезоне 2013/14 форвард стал обладателем кубка Лихтенштейна и победителем второго швейцарского дивизиона. В июле 2015 года Пак стал игроком клуба Челлендж-лиги «Биль-Бьенн».

### В сборной
Пак Кван Рён выступал за молодёжную сборную КНДР. За первую сборную дебютировал 27 декабря 2009 года в товарищеском матче с командой Мали.
В 2010 году форвард в составе национальной команды принял участие в Кубке вызова АФК. На турнире футболист отыграл 4 матча, забил гол в ворота Кыргызстана и помог своей команде выиграть турнир. Кубок Азии 2011 Пак пропустил, но в дальнейшем продолжал принимать участие в официальных матчах сборной. Форвард сыграл 3 матча в отборочном турнире к чемпионату мира—2014. 2 матча и 2 гола на счету нападающего в Кубке вызова АФК 2012. На Кубок Азии 2015 футболист сыграл в трёх встречах. Участвует Пак Кван Рён и в отборочном турнире к чемпионату мира 2018.
В декабре 2018 года был включён в заявку на Кубок Азии 2019. 17 января в третьем матче группового этапа против Ливана отличился голом на 9 минуте игры, однако его команду уступила со счётом 1:4.

## Достижения
Сборная КНДР
- Победитель кубка вызова АФК (2): 2010, 2012

«Базель»
- Чемпион Швейцарии: 2011/12
- Обладатель кубка Швейцарии: 2011/12

«Вадуц»
- Обладатель кубка Лихтенштейна: 2013/14
- Победитель Челлендж-лиги: 2013/14